# Пролі
Пролі (англ. Proles) — це термін, який використовує Джордж Орвелл у своєму романі-антиутопії «1984» для позначення безпартійного пролетаріату. Саме слово запозичене з роману Джека Лондона «Залізна П'ята». 
Робочий клас становить близько 85 % населення Океанії. Проли знаходяться за межею бідності, використовуються для важкої фізичної праці, не мають належної освіти і зневажаються іншими соціальними класами. Однак вони не зобов'язані дотримуватися жорстокої пуританської моралі, якої дотримуються члени партії.

## Ставлення партії до пролів
Партія вчить: «Проли за своєю природою нижчі істоти». Партії головне, щоб проли працювали і розмножувалися, а чим вони зайняті — неважливо. Гасло партії говорить: «Проли і тварини вільні». У художньому світі «1984» це є серйозною перевагою перед іншими соціальними класами. У той час як сексуальна, сімейна, розумова діяльність інших класів контролюється партією, проли надані самі собі. У їх будинках не встановлено телекрани, їм дозволено вільно пересуватися по країні, вони мають право на вільне сексуальне життя, можуть користуватися деякими товарами, які заборонені для членів партії (наприклад косметикою). В районі пролів царює вільна ринкова економіка, тоді як в районах партійців економіка монополізована державою. 
Деякі дефіцитні речі можна дістати тільки в районі пролів (наприклад леза для гоління). Однак часто і проли стають жертвами поліції думок — найнебезпечніших знищують.